# Tardigrade
Tardigrade is het derde muziekalbum van de Zweedse band Simon Says. Het is een conceptalbum (net als zijn voorganger) en gaat over de verloederde maatschappij en de eenling die daar tegen vecht. De muziek is bevat melodielijnen, die lijken op Genesis (album A Trick of the Tail) en King Crimson (album Red); en zelfs Gustav Holst’s Mars ontbreekt niet. Er is geen sprake van kopie van die muziek, maar het is duidelijk waar de band hun inspiratie vandaan haalt.

## Musici
- Daniel Fäldt – zang
- Magnus Paulsson – toetsen
- Jonas Hallberg – gitaar, percussie
- Matti Jarhed – slagwerk (producer)
- Stefan Renström – basgitaar en toetsen (producer).

## Composities
1. Suddenly the rain (Renström, Hallberg, Fäldt) (19:00)
2. Tardigrade (Renström, Hallberg, Fäldt) (3:51)
3. The chosen one (Renström) (5:32)
4. Moon Mountain (Renström) (2:32)
5. As the river runs (Renström, Fäldt) (10:35)
6. Your future (Renström) (0:26)
7. Strawberry jam (Renström) (2:38)
8. Circle’s end (Renström, Fäldt) (6:21)
9. Brother where’you bound (Renström) (26:00
10. Beautiful day (Renström) (1:00)